# Provinciale weg 345
De provinciale weg 345 (N345) is een provinciale weg in Gelderland. De weg loopt van Apeldoorn via Voorst en Zutphen naar Brummen, waar de N345 aansluit op de N348.
De weg is voor een groot gedeelte tweestrooks. Alleen bij de aansluitingen van de A50, A1 en de N348 is de weg vierstrooks. Het gedeelte tussen de kruising met de Cortenoeverseweg en de rotonde met de N348 is uitgevoerd als autoweg met een maximumsnelheid van 100 km/u.

## Geschiedenis
Oorspronkelijk was de huidige N345 een rijksweg. Vanaf het Rijkswegenplan van 1932 was de weg genummerd als Rijksweg 49. In de volgende Rijkswegenplannen van 1938 en 1948 bleef dit nummer behouden. Toen in 1957 voor het eerst een bewegwijzeringssysteem werd opgezet, dat complementair was aan het systeem van E-nummers in Nederland werd de weg onderdeel van de N94, die vanaf Zutphen verder over de huidige N319 naar de Duitse grens bij Winterswijk verliep. Administratief bleef de weg echter bekend als Rijksweg 49, wat ook in de Rijkswegenplannen van 1958 en 1968 bevestigd werd.
Toen men halverwege de jaren 70 een nummerplan opstelde voor de hernieuwde bewegwijzering van het landelijke wegennet was voor Rijksweg 49 het nummer N49 voorzien. Dit nummer heeft de bewegwijzering echter nooit gehaald, en met ingang van het laatste Rijkswegenplan van 1982 werd de weg een planvervangende weg, en bekend als Rijksweg 845, die van Apeldoorn via Zutphen naar Deventer verliep.
Uiteindelijk werd de weg met het in kracht treden van de Wet herverdeling wegenbeheer op 1 januari 1993 door het Rijk afgestoten en kwam het in beheer van de provincie Gelderland.

## Rondwegen
In december 2013 werd een inpassingsplan opgesteld om het gedeelte van de N345 dat door de kom van Voorst loopt te verleggen zodat het een rondweg langs het dorp gaat vormen. Aanvankelijk was zowel een westelijke als een oostelijke route in studie. De Gedeputeerde Staten van Gelderland had een voorkeur voor de westelijke variant en daar is uiteindelijk de keuze op gevallen. De Raad van State gaf op 23 juli 2014 groen licht voor de aanleg van de westelijke rondweg bij Voorst. De bouw begon in december 2017 en de rondweg is een jaar later opengesteld, met een officiële inauguratie op 30 november 2018 en een verkeersopenstelling op 1 december 2018.
Ook bij de Zutphense wijk De Hoven is een rondweg aangelegd. De provinciale weg liep  door de kom van deze Zutphense wijk. Ten zuidwesten is een nieuwe weg aangelegd met een nieuwe tunnel onder de spoorlijn van Zutphen naar Arnhem. Deze weg is op 22 december 2022 geopend. 

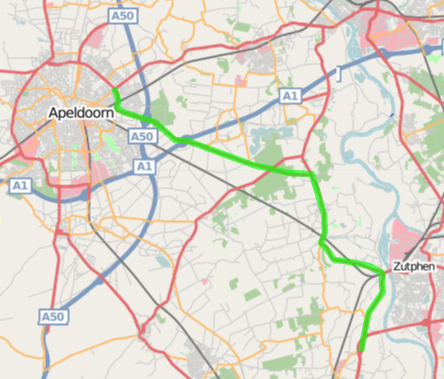
Detailkaart

N23 · N34 · N224 · N225 · N229 · N233 · N271 · N301 · N302 · N303 · N304 · N305 · N306 · N307 · N308 · N309 · N310 · N311 · N312 · N313 · N314 · N315 · N316 · N317 · N318 · N319 · N320 · N322 · N323 · N324 · N325/A325 · N326/A326 · N327 · N329 · N330 · N331 · N332 · N333 · N334 · N335 · N336 · N337 · N338 · N339 · N340 · N341 · N342 · N343 · N344 · N345 · N346 · N347 · N348/A348 · N349 · N350 · N351 · N352 · N375 · N377

N418 · N701 · N702 · N703 · N704 · N705 · N706 · N707 · N708 · N709 · N710 · N711 · N712 · N713 · N714 · N715 · N716 · N717 · N718 · N719 · N720 · N727 · N731 · N732 · N733 · N734 · N735 · N736 · N737 · N738 · N739 · N740 · N741 · N742 · N743 · N744 · N745 · N746 · N747 · N748 · N749 · N750 · N751 · N752 · N753 · N754 · N755 · N756 · N757 · N758 · N759 · N760 · N761 · N762 · N763 · N764 · N765 · N766 · N768 · N781 · N782 · N783 · N784 · N785 · N786 · N787 · N788 · N789 · N790 · N791 · N792 · N793 · N794 · N795 · N796 · N797 · N798 · N800 · N801 · N802 · N803 · N804 · N805 · N806 · N810 · N811 · N812 · N813 · N814 · N815 · N816 · N817 · N818 · N819 · N820 · N821 · N822 · N823 · N824 · N825 · N826 · N827 · N830 · N831 · N832 · N833 · N834 · N835 · N836 · N837 · N838 · N839 · N840 · N841 · N842 · N843 · N844 · N845 · N846 · N847 · N848 · N852 · N855

Cursief vermelde wegen zijn voormalige provinciale wegen.